# Fábrica Pickman & Cía

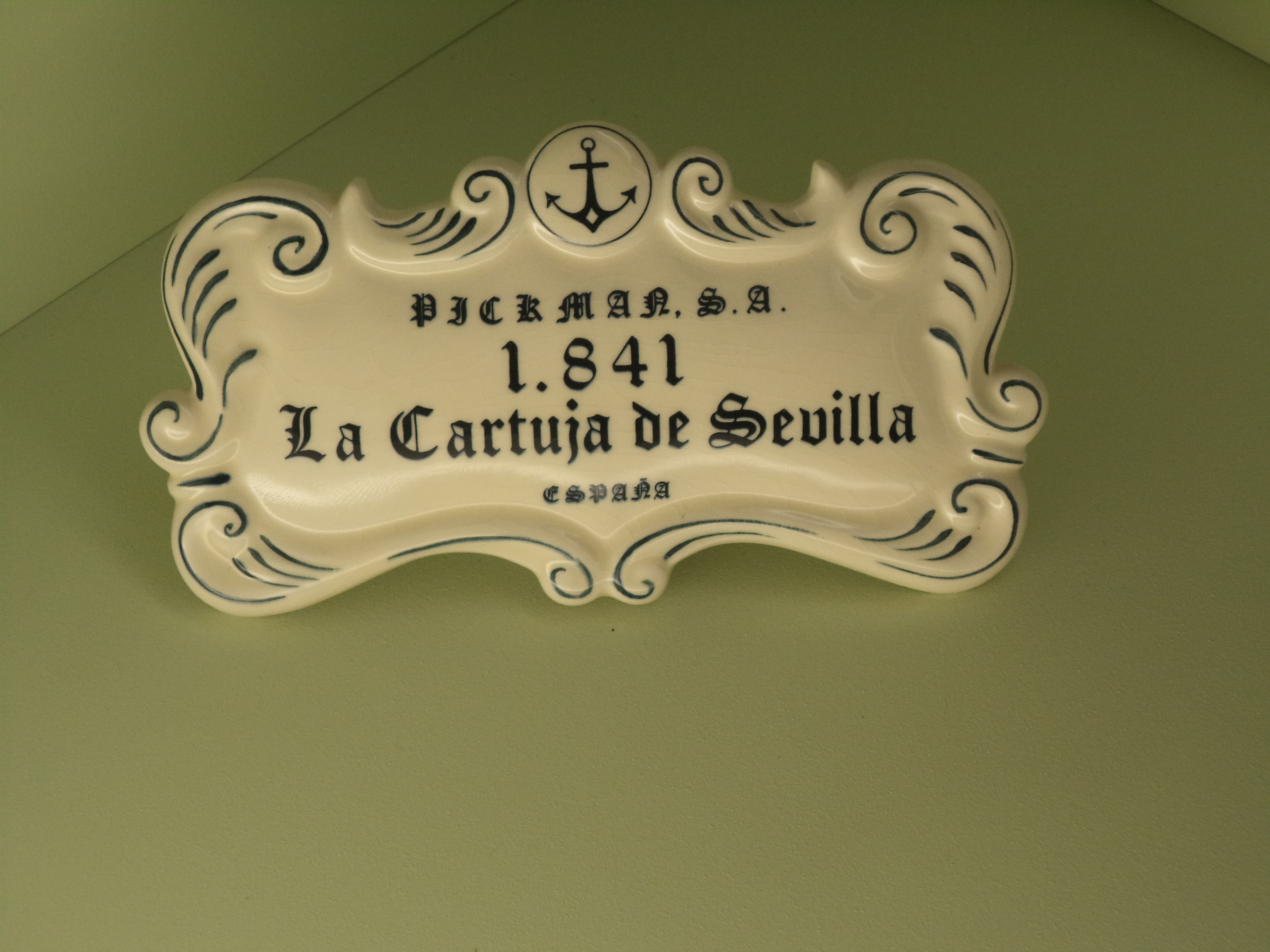
Placa de ceràmica amb el logotip de La Cartuja de Sevilla.

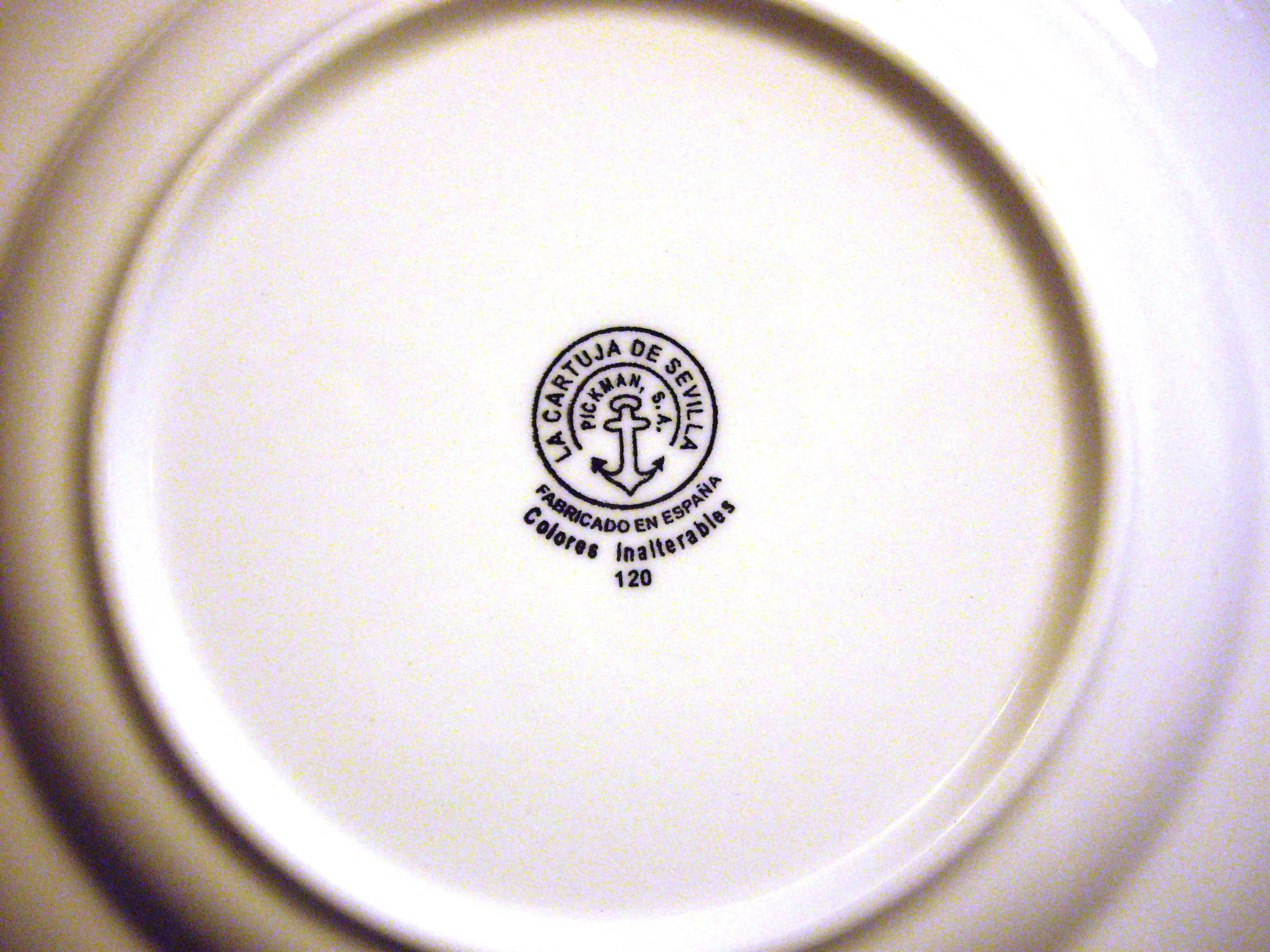
Revers d'un plat on s'aprecia la marca de la companyia Pickman.

La Fábrica Pickman & Cía també coneguda com La Cartuja de Sevilla-Pickman és una empresa de ceràmica fundada pel britànic Charles Pickman Jones al monestir de Santa María de las Cuevas de l'illa de la Cartuja de Sevilla en el segle xix i que actualment posseeix instal·lacions de fabricació a Salteras a la província de Sevilla.

## Antecedents
William Pickman es va establir a Cadis el 1810 i després es traslladaria a Sevilla, on tindria una botiga al carrer Gallegos, des d'on venia a tot Espanya vaixella i cristalleria estrangera. En morir William, el seu germà Charles va arribar a Sevilla procedent de Liverpool el 1822. Davant l'enorme importació de ceràmica anglesa el diplomàtic i polític espanyol Francisco Cea Bermúdez va decidir prohibir la importació del producte pels ports del Mediterrani a la vegada que permetia l'arribada de les matèries primeres per fabricar-ho per a formentar la indústria ceràmica local. Aquesta mesura proteccionista del govern espanyol va fer que Pickman prengués la decisió de crear una fàbrica a Sevilla.
Al segle xix van tenir lloc processos de desamortització, pels quals molts béns eclesiàstics van passar a disposició de les autoritats de l'Estat per ser subhastats. A la ciutat de Sevilla van ser producte de desamortització molts convents, que passarien després a altres usos.

## Història
El 1836 el Ministre d'Hisenda Juan Álvarez Mendizábal va efectuar una desamortització. Charles Pickman va pensar, en un primer moment, adquirir el convent de Sant Agustí, que es trobava a extramurs de la ciutat de Sevilla i en la ruta cap a Madrid. Tanmateix el lloc estava ja destinat a servir com a presidi, pel que va sol·licitar el monestir cartoixà de Santa Maria de les Cuevas de Sevilla.
La Reial Ordre del 4 d'abril 1839 va concedir l'edifici a Charles, que aviat va començar a construir en aquest lloc la fàbrica de vaixella. L'1 de gener de 1841 es va posar en marxa el primer forn. Igual que en altres fàbriques de ceràmica espanyoles del segle xix, com la de  Sargadelos (a Galícia) o la de «La Amistad» a Cartagena (Múrcia), van arribar mestres anglesos que eren coneixedors de la producció de ceràmica de forma industrial. A la fàbrica de Sevilla van arribar 56 mestres britànics però al cap de deu anys pràcticament tots se n'havien anat perquè els sevillans havien après ràpid a realitzar el treball.
És també important assenyalar que a Sevilla existia abundant mà d'obra especialitzada en la terrisseria des de temps immemorial. De fet, les patrones de la terrisseria són les santes Justa i Rufina. De la Sevilla del segle iii, existeixen empreses del sector i el 2014 es va inaugurar el Museu de la Ceràmica de Triana.
El 1849 la fàbrica ja comptava amb 22 forns i uns 500 operaris.2 Un element característic de la fàbrica són els forns antics nomenats «d'ampolla», realitzats en maó i que a l'Exposició Universal de 1992, celebrada a l'Illa de la Cartuja de Sevilla, van servir d'inspiració per al disseny del Pavelló d'Europa, que avui és la seu administrativa de la societat Cartuja 93 S.A., gestora del Parc Científic i Tecnològic Cartuja. El propi edifici monacal, que havia servit posteriorment de fàbrica, va ser restaurat i va servir de Pavelló Reial en la mostra de 1992.
La fàbrica va produir vaixella estampada, vaixella blanca, vaixella decorada sobre vernís de calc, vaixella pintada i vaixella xinesa opaca.
L'empresa va assolir gran notorietat, guanyant premis internacionals en les exposicions internacionals de París (1856, 1867 i 1878), Londres (1862), Porto (1865), Viena (1872), Barcelona (1888), Baiona (1864), Filadèlfia (1876), etcètera, 3 i va passar a ésser proveïdora de la Casa Reial el 1871, amb Amadeu I de Savoia. A Sevilla va obtenir premis a l'Exposició Agrícola, Industrial i Artística de 1858, a l'Exposició Iberoamericana de 1929 i a l'Exposició d'Artesania de 1949. El disseny de les seves produccions mescla l'estil anglès amb la decoració tradicional de la ceràmica sevillana. Amadeu I va atorgar el títol de marquès de Pickman a Charles l'11 de febrer de 1873 per la notorietat que havia aconseguit la seva empresa.
El 21 de febrer de 1899 l'empresa passa a constituir-se com Societat anònima. Després de diversos tancaments i obertures l'empresa ha continuat produint els seus productes característics. Ara com ara posseeix les seves instal·lacions de fabricació al municipi sevillà de Salteras.

## Galeria

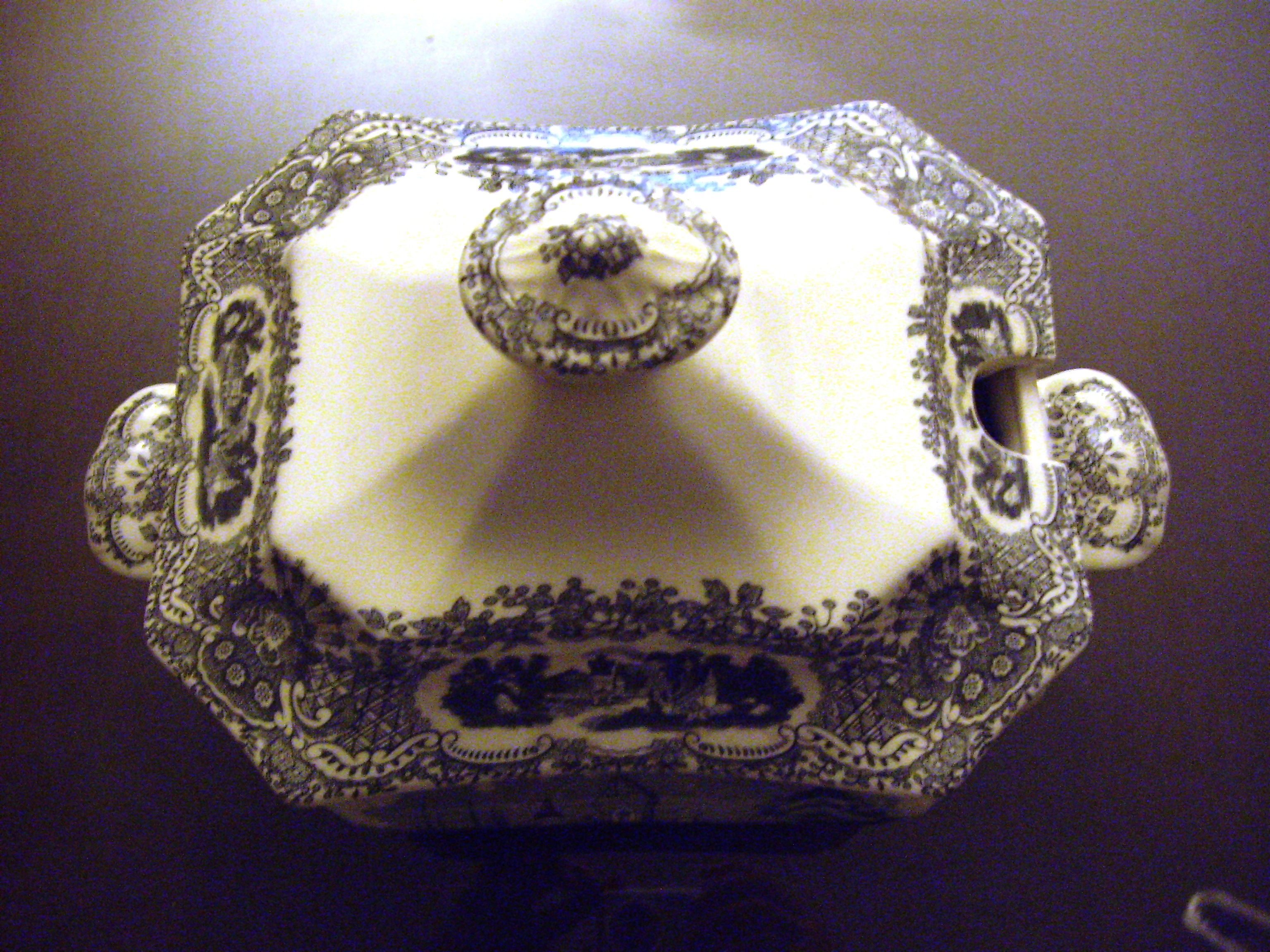
Sopera de La Cartuja-Pickman amb la decoració pròpia d'aquesta fàbrica,
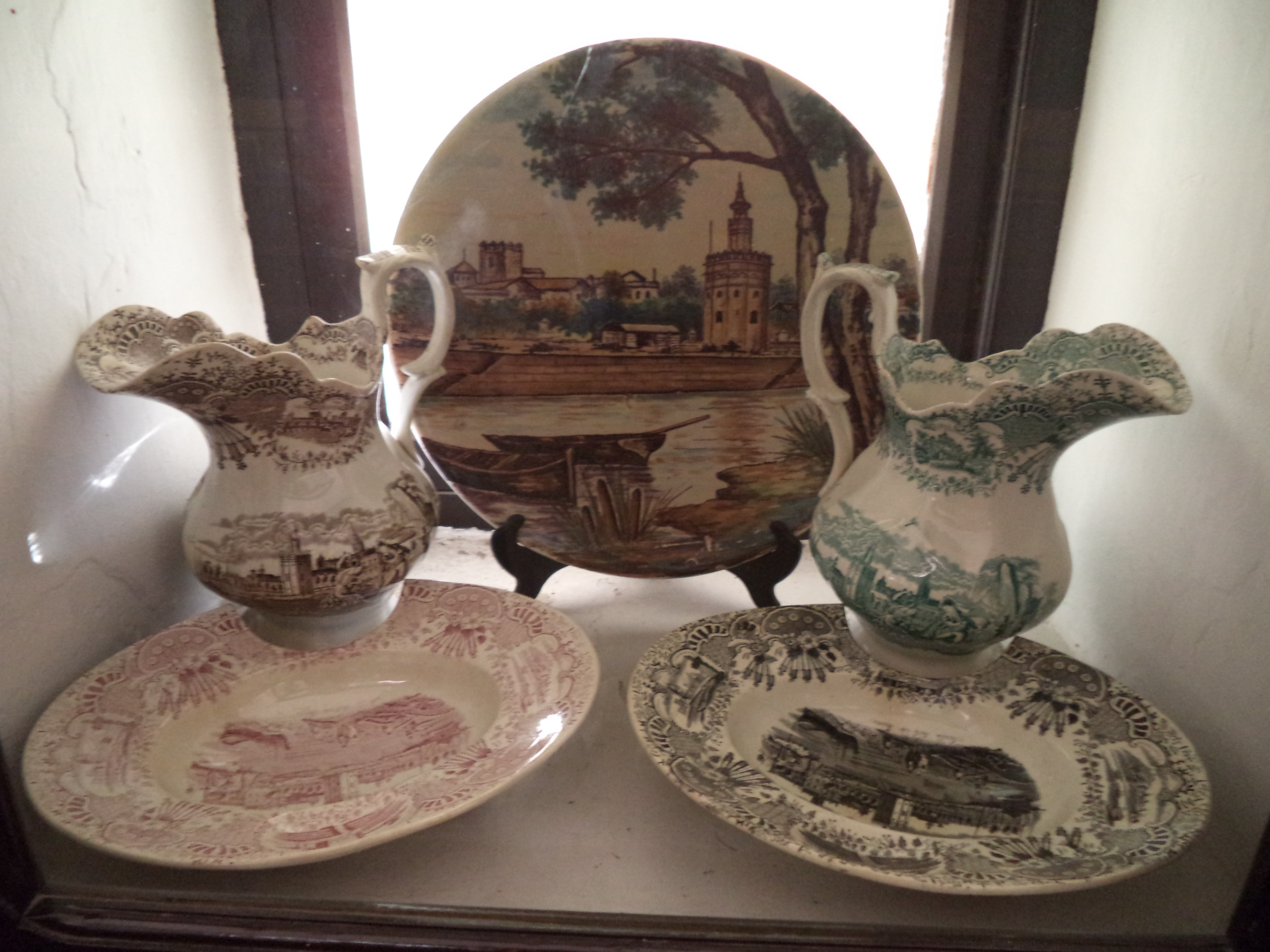
Dos gerros estil Itàlia i dos rentamans. Els quatre elements són de La Cartuja de Sevilla. Al fons, un plat de ceràmica decorat amb la Torre de l'Or i el Guadalquivir.
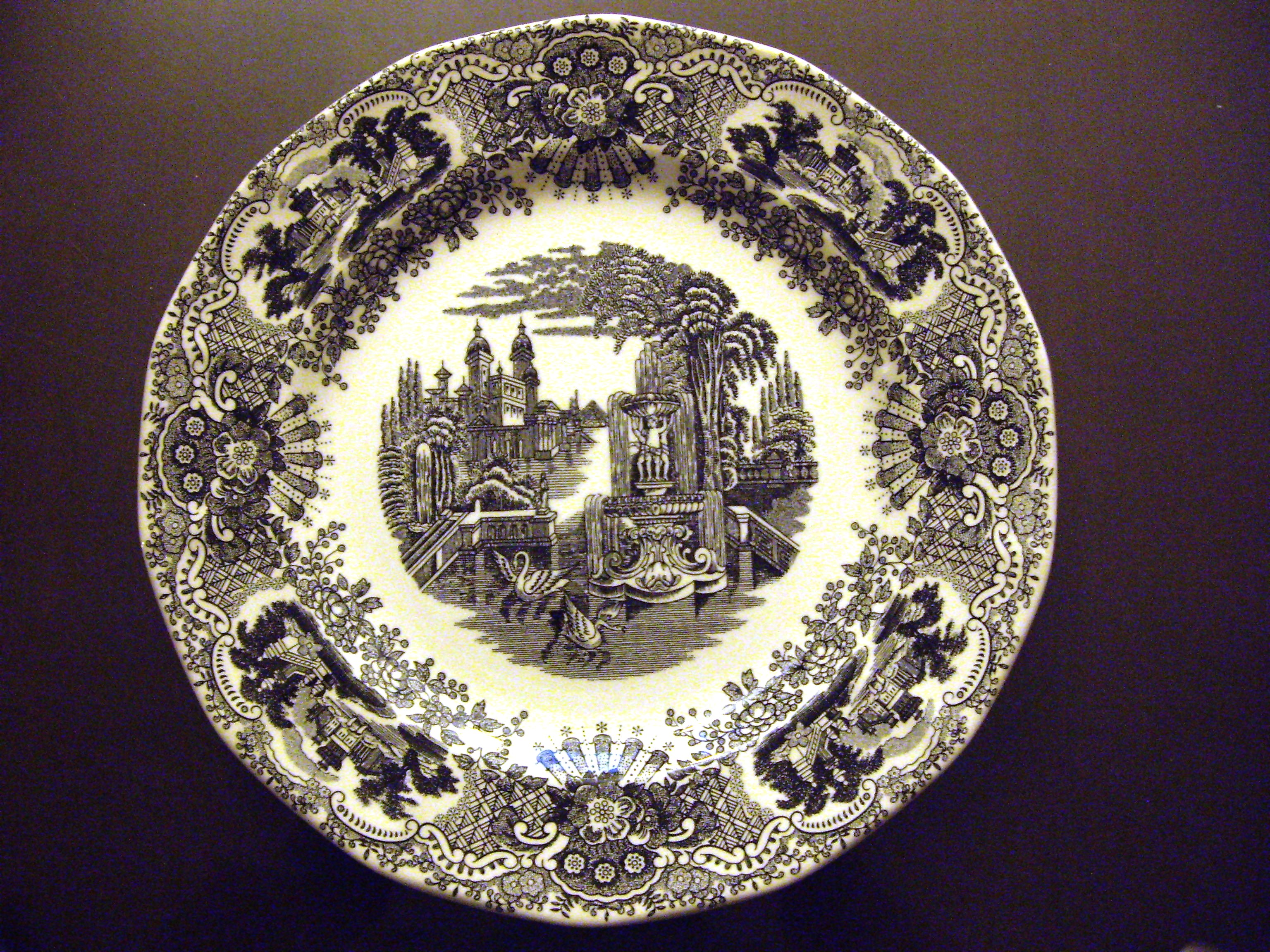
Plat de la Cartuja de Pickman amb una decoració típica d'aquesta factoria de porcellana-
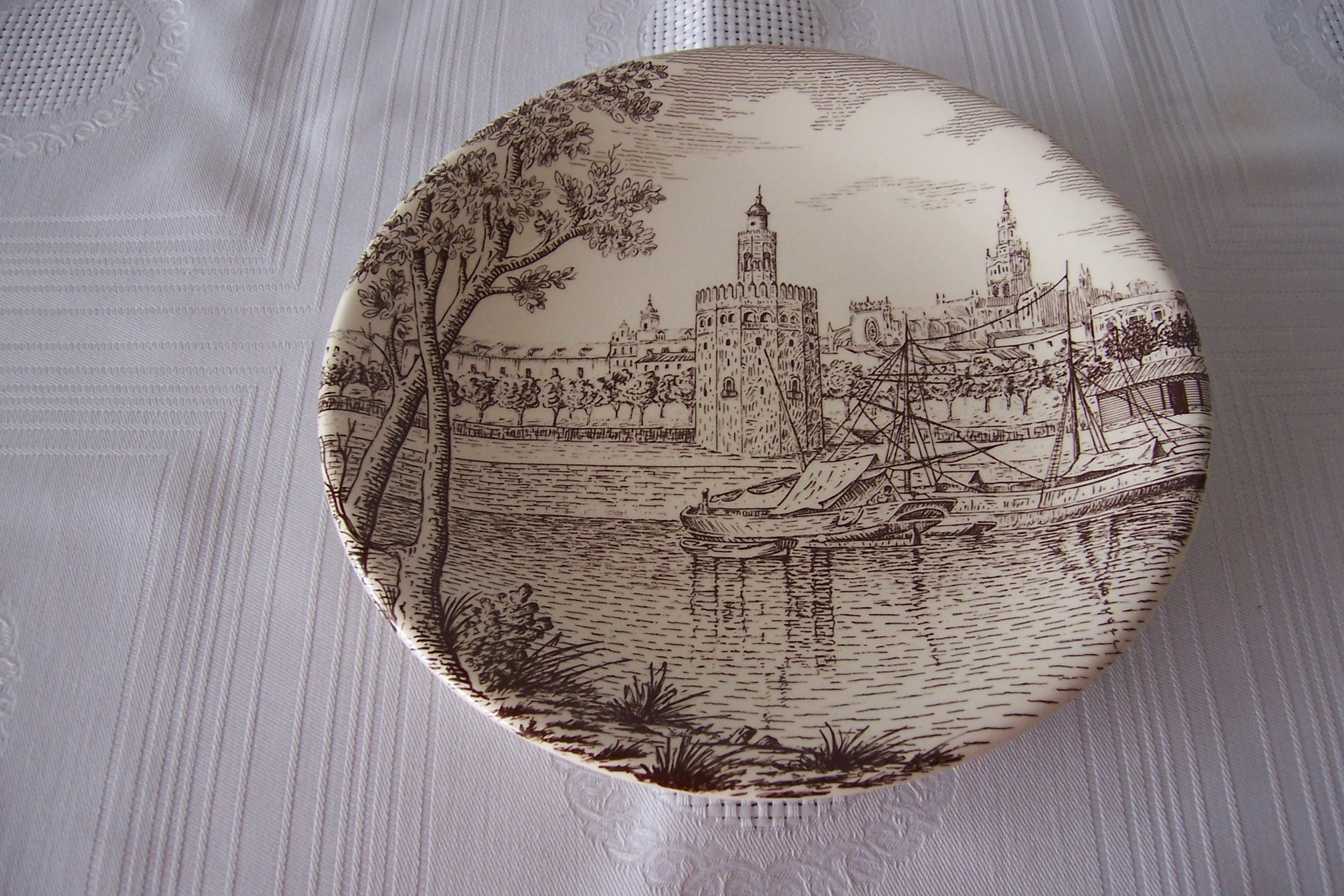
Plat de la Fàbrica Pichman-La Cartuja